# Frans Schoofs

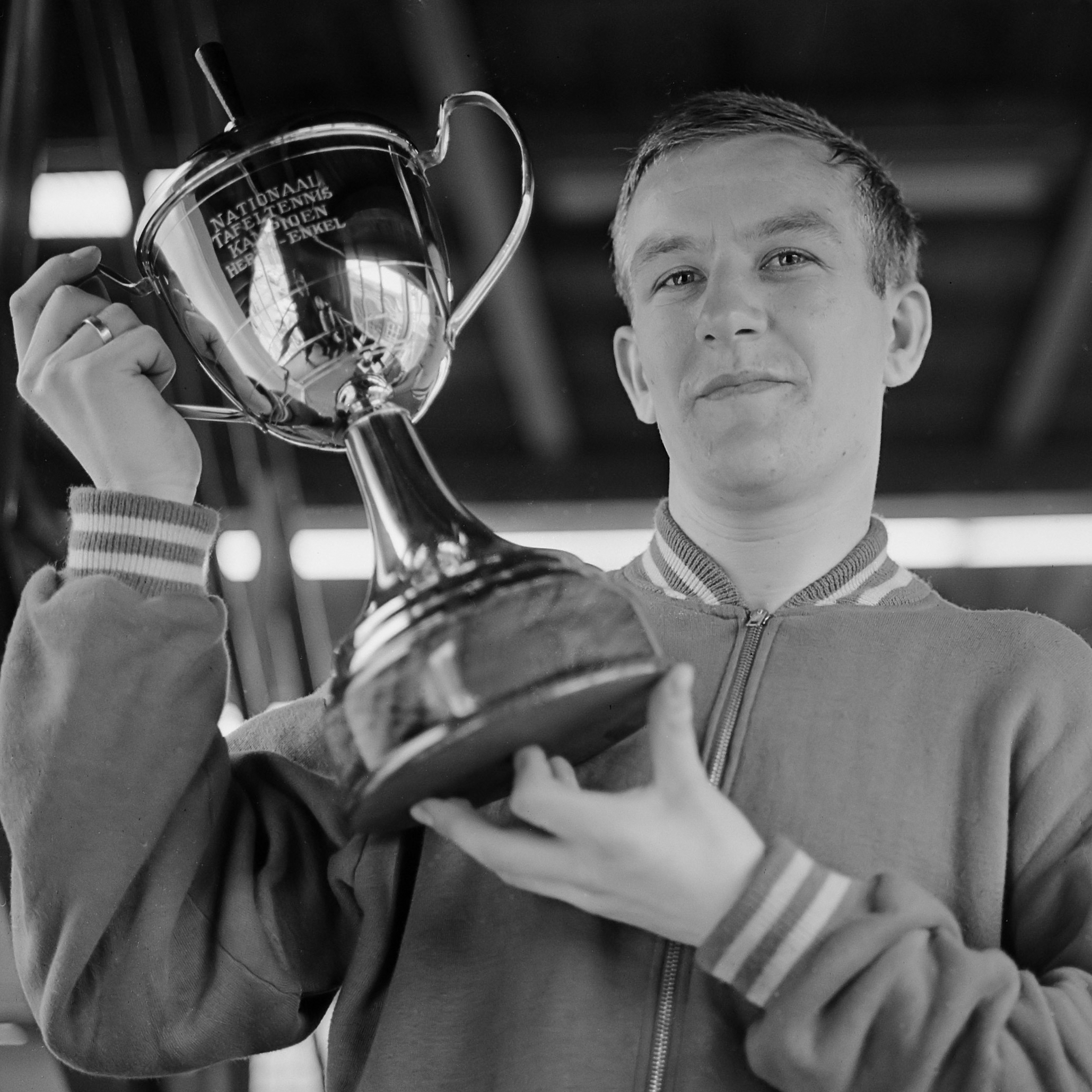
Frans Schoofs (1964)

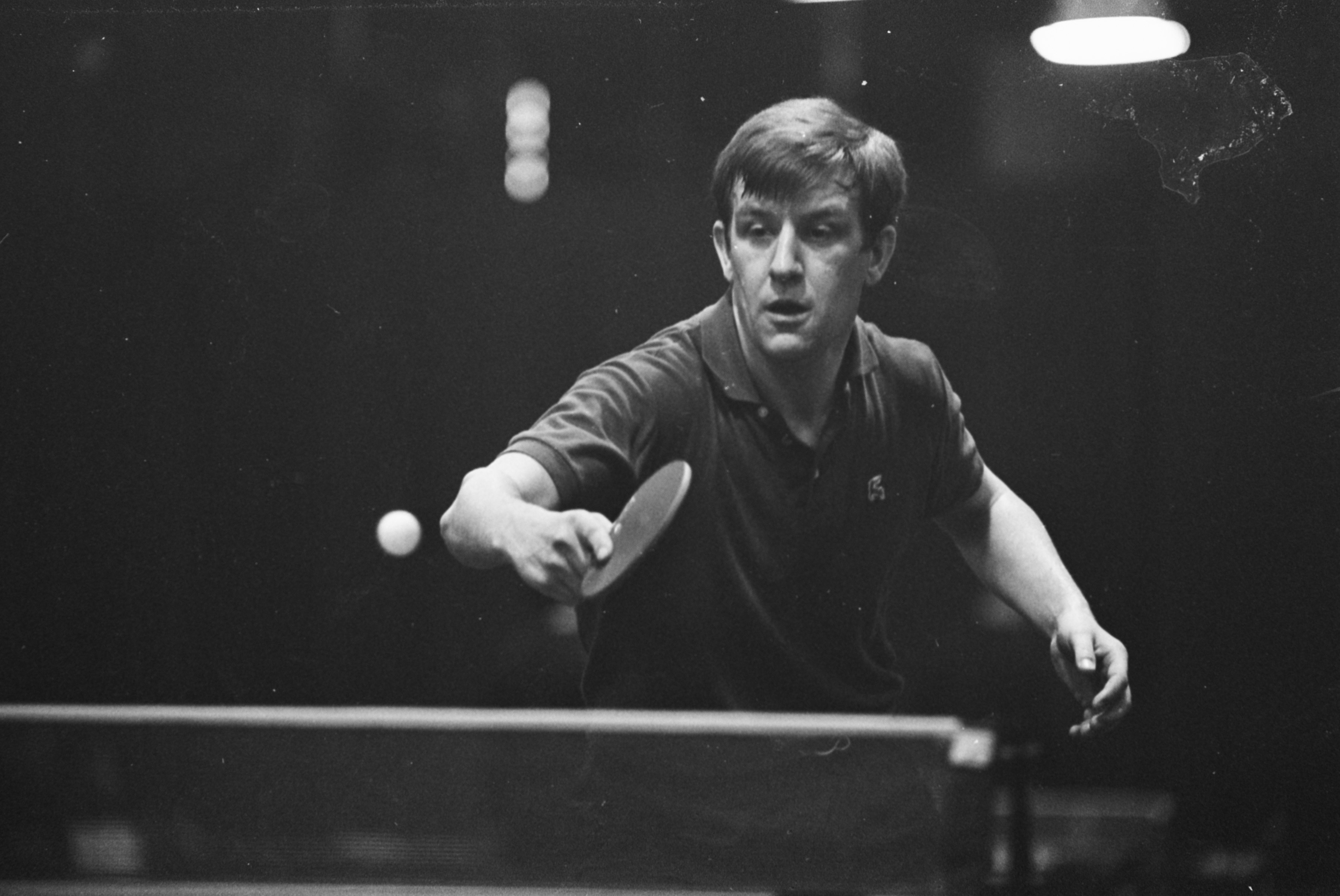
Frans Schoofs in 1968.

Frans Schoofs (Amsterdam, 22 maart 1939 - Amstelveen, 16 april 2004) was een Nederlands tafeltennisser. Hij werd Nederlands kampioen enkelspel in 1958 en 1964 en speelde 158 keer voor het Nederlandse tafeltennisteam. Schoofs werd in 1970 benoemd tot erelid van de NTTB. Zijn broer Bert werd in 1970 Nederlands kampioen.

## Loopbaan
Schoofs won niet alleen nationale titels in het enkelspel. Hij werd Nederlands kampioen dubbelspel in 1959, 1960, 1962, 1963 (allen met Bert Onnes) en 1967 (met Ed van de Berg). Het nationale kampioenschap gemengd dubbelspel schreef hij op zijn naam in 1963 (met Ursula Artz) en 1971 (met Ellen Klatt), beide tweevoudig winnaar van het NK vrouwen enkel. In competitieverband kwam Schoofs uit voor onder meer TTV Tempo-Team, Maccabi en Delta Lloyd (allen Amsterdam), waar hij in 1973 zijn tafeltenniscarrière beëindigde.
Hij was tevens actief in het voetbal als aanvaller bij De Spartaan.
Na zijn spelersloopbaan was Schoofs onder meer bondscoach van het Nederlandse vrouwenteam. Daarin liet hij tijdens de Europese kampioenschappen tafeltennis 1976 Bettine Vriesekoop debuteren. Schoofs bestierde in het dagelijks leven een sportzaak in Amsterdam.
Schoofs liet een vrouw, zoon en dochter na.

## Erelijst
- Nederlands kampioen enkelspel 1958 en 1964
- Nederlands kampioen dubbelspel 1959, 1960, 1962, 1963 en 1967
- Nederlands kampioen gemengd dubbel 1963 en 1971
- Winst op drievoudig wereldkampioen Zhuang Zedong